# Геническая Горка

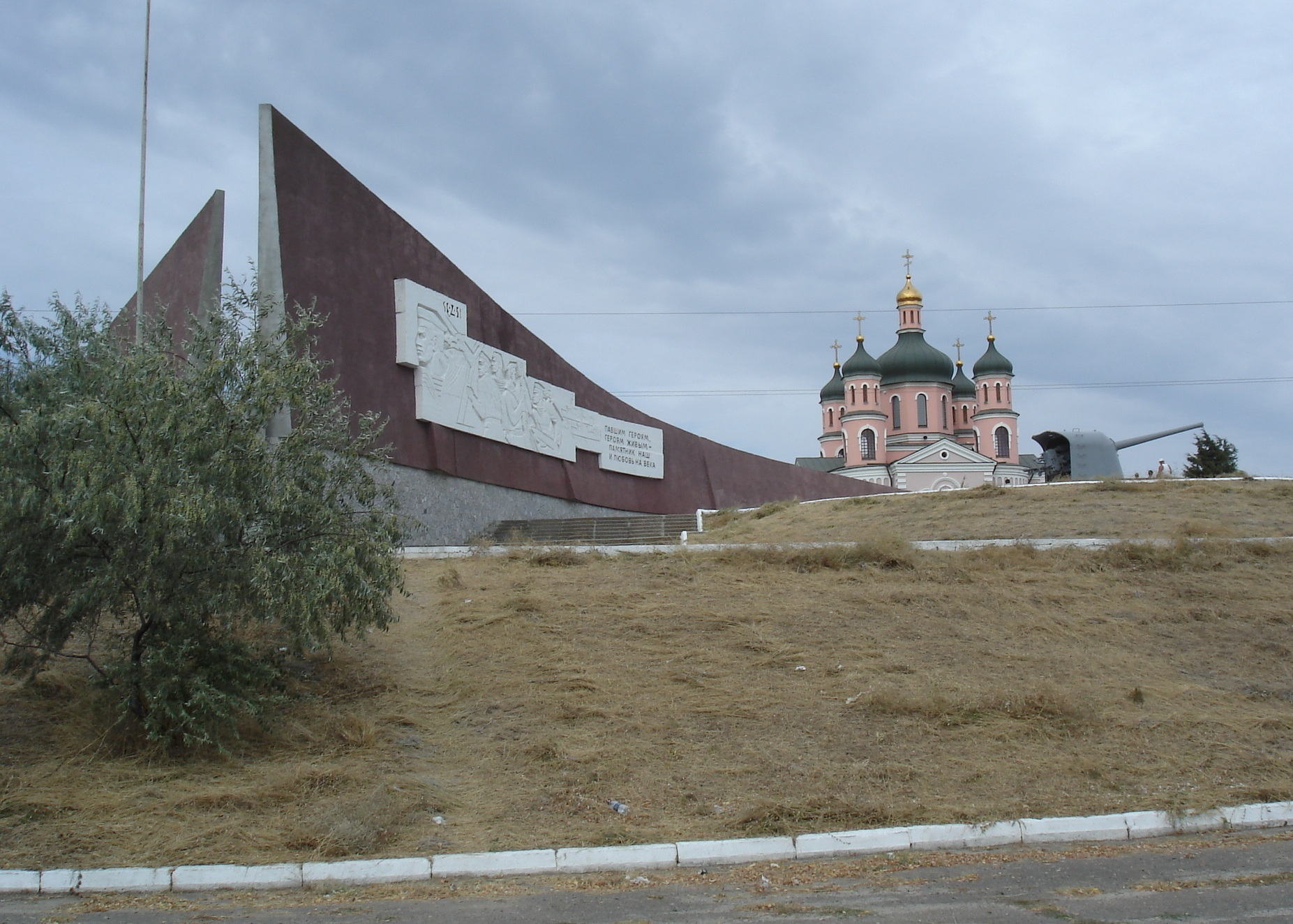
Мемориальный комплекс воинам Великой Отечественной войны

Геническая Горка (укр. Генічеська Гірка, Генгорка) — село в Генической городской общине Генического района Херсонской области Украины.
Население по переписи 2001 года составляло 495 человек. Почтовый индекс — 75581. Телефонный код — 55-34. Код КОАТУУ — 6522186502.

## География
Село находится на косе Арабатская стрелка полуострова Крым.

## История
В годы Второй Мировой войны в боях на возвышенности у села 127-я артиллерийская морская батарея Черноморского флота не пропустила немецкую армию в Крым.
Село с 2022 года находится под российской оккупацией

## Местный совет
75580, Херсонская обл., Генический р-н, с. Счастливцево, ул. Мира, 26.

## Лечение и оздоровление
В Генической Горке расположена единственная на Арабатской Стрелке водолечебница «Гаряче Джерело», в которой можно пройти курсовое лечение с использованием термальной минеральной водой под наблюдением медицинских специалистов.. Йодо-бромная хлоридо-натриевая вода поступает из подземного озера, залегающего на глубинах от 1224 до 1559 метров, и используется для общих и местных термальных ванн. Такие процедуры рекомендованы при лечении болезней опорно-двигательного аппарата, сердечно-сосудистой, нервной, эндокринной систем, кожных заболеваний и т. д.
Помимо термальных вод, рядом с Генгоркой расположено несколько месторождений сульфидно-иловых грязей, в частности, на Геническом и Зябловском озерах, а также в заливе Сиваш. Согласно исследованиям НИЦ гидрогеологических исследований «Триас», по химическому составу и физическим свойствам грязи из арабатских соленых озер схожи с черными грязями Сакского и Чокракского озер в Крыму.

## Достопримечательности
- Храм Святого Георгия Победоносца

Был построен в мае 2009 года по проекту архитектора В. Ф. Булгакова на пожертвования и меценатстве семьи генического предпринимателя Астафурова Валентина Михайловича (о чём свидетельствует надпись на мемориальной доске) и освящён 21 июля этого же года епископом Новокаховским и Геническим Иоасафом на праздник Свято-казанской иконы Божией Матери.
Расположен на самой высокой точке села Геническая Горка. Рядом с храмом находится мемориальный комплекс артиллеристам защищавшим Крым от наступления немецко-фашистских войск в 1941 году. На территории храма разбит небольшой садик, имеется беседка, покрытая сусальным золотом, а также дом для хозяйственных нужд. К храму ведёт асфальтированная дорога.
Храм Святого Георгия Победоносца открыт для посещения ежедневно кроме понедельника: с 9-00 до 13-30. Службы в нём проводит отец Александр. Воскресные и праздничные литургии проходят в 08-00.